# 美國陸軍第291戰鬥工兵營

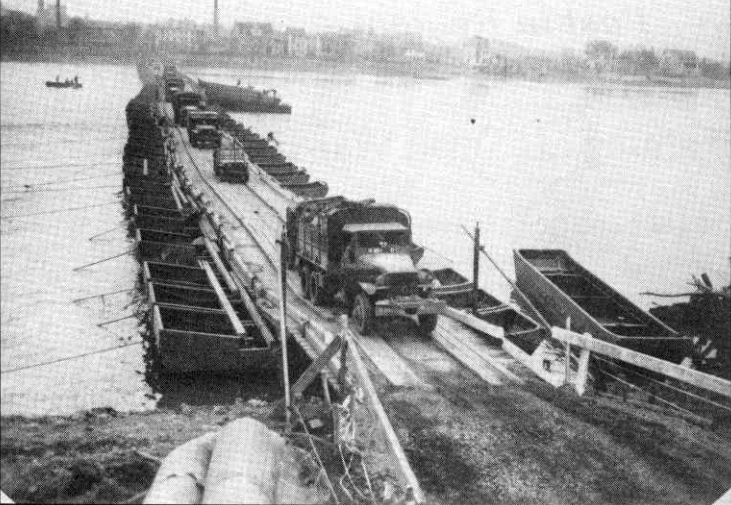
第291戰鬥工兵營在1945年3月8日至9日雷玛根戰役期間搭建的重型浮橋，以紓緩鲁登道夫大桥的壓力

第291戰鬥工兵營（英語：291st Engineer Combat Battalion）是美軍在第二次世界大戰中最著名的戰鬥工兵營之一，在突出部之役和雷玛根戰役有相當重要的貢獻。
在第二次世界大戰期間的阿登行動中，由大卫·珀格林上校（David E. Pergrin）指揮的第291工兵營表現出色，因炸毀橋樑及英勇作戰以阻擋德軍進攻安特衛普而獲得總統部隊嘉許獎。在雷玛根戰役中搭建浮橋以紓緩鲁登道夫大桥的壓力，後者在1945年3月17日倒塌。

## 歷史
第291戰鬥工兵營在1943年4月在德克薩斯州斯威夫特營成立，部隊進行密集訓練後在同年10月被派往英國利物浦。1944年6月23日，工兵營在諾曼第登陸並向內陸推進，其任務為維護通往卡朗唐之間的道路，之後又修築和維護通往巴黎的道路。
1944年8月，年僅25歲的大卫·珀格林上校出任營長。12月，盟軍已經收復大部份失地，迫近德國邊境。希特勒孤注一擲，派出25萬大軍和4000輛戰車向盟軍反擊，欲攻佔安特衛普從而切斷在阿登森林的盟軍的補給線，為突出部之役。當時第291戰鬥工兵營佔領了阿登森林幾個小村落。12月16日，德軍向盟軍前線猛烈進攻，盟軍節節敗退，數千名美軍被俘和屠殺，约亨·派佩尔的部隊與工兵營即將正面交鋒，第291戰鬥工兵營不得不放下建築和爆破工具，拿起步槍化身成為戰鬥步兵。工兵們在關鍵道路和橋樑上部署炸藥，包括通往安特衛普的橋樑，迫使德軍折返，切斷盟軍補給線的計劃失敗，據說派佩尔破口大罵「該死的工兵們！」。
1945年3月雷玛根戰役，德軍試圖摧毀鲁登道夫大桥的計劃失敗。8日，越過8,000名盟軍士兵利用鲁登道夫大桥渡河，橋樑不勝負荷而嚴重受損。第291戰鬥工兵營受命在附近搭建浮橋以助部隊橫過萊茵河。經過長達32小時的建造工程，期間受到德盟的轟炸下，長達1,032尺的浮橋終於建成，為最長的戰略性橋樑，是第291工兵營的光榮時刻。
在第二次世界大戰，第291戰鬥工兵營共修建超過50條橋樑，摧毀7條橋樑，解除15枚炸彈，清除超過7,000枚地雷，俘虜了8,500名德軍。如此傑出的服役紀錄，使第291戰鬥工兵營獲得总统部隊嘉許奖。